# Caladero

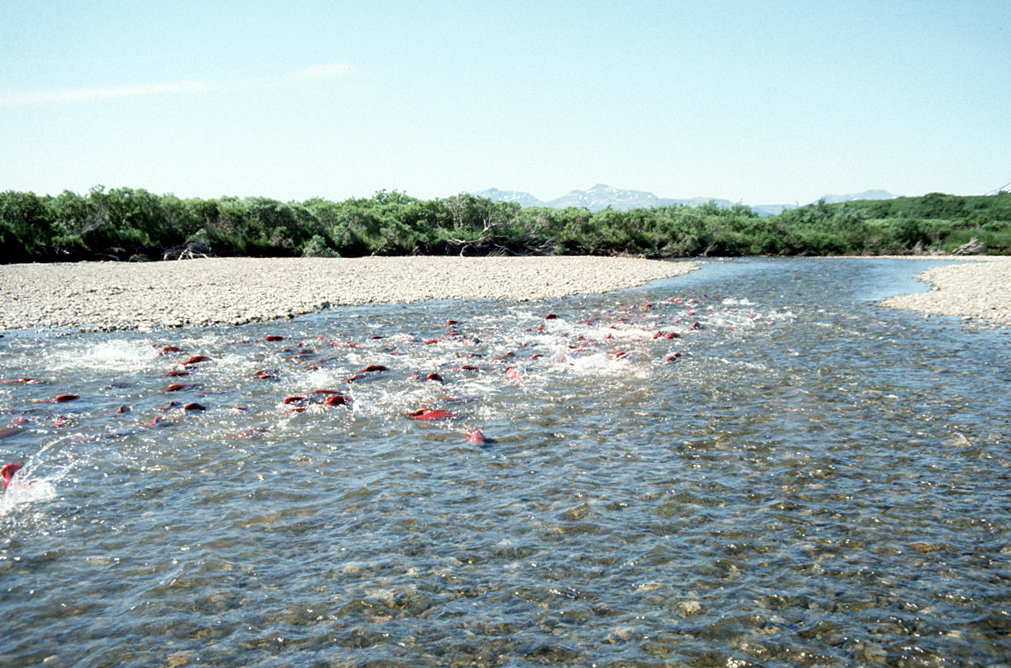
Caladero de salmones en el sur de Alaska.

Un caladero se refiere a una zona marítima donde los pescadores tienden a calar o «calan» sus redes por la existencia de condiciones favorables que facilitan la abundancia de pesca, es decir, donde existe una gran cantidad de peces. Por eso resulta de suma importancia para los pescadores asegurar su presencia en aguas internacionales y consolidar derechos de pesca en nuevos caladeros como la Antártida.
Tiene como actividad principal la extracción, manipulación y comercialización de productos marinos, así como el pescado o los moluscos.
Algunas zonas de caladeros son:
Noruega y Svalbard, Gran Sol y Atlántico Norte, Terranova, Marruecos, Mauritania y Senegal, Cabo Verde, Guinea Bissau, Costa de Marfil y Guinea Ecuatorial, Islas Seychelles, Islas Comoras, Madagascar, Angola, y Atlántico interior.